# Église protestante du Sénégal
L'Église protestante du Sénégal est une Église réformée au Sénégal, membre de l'Alliance réformée mondiale. Son siège est situé à Dakar. 

## Historique

### Période coloniale
Le Sénégal fut découvert par les Portugais en 1445, mais l'histoire de l'Église protestante du Sénégal ne débute qu’en 1863 quand le directeur de la Société des missions évangéliques de Paris, Eugène Casalis, à la demande de son ami le gouverneur intérimaire du Sénégal, Jean Bernard Jauréguiberry, envoie un de ses élèves à Saint–Louis pour y étudier les langues et les mœurs des indigènes et faire des recherches destinées à régler la marche de la nouvelle entreprise. Casalis « dépêche à Saint-Louis, alors capitale de l’Afrique-Occidentale française, un Suisse de Vevey, Louis Jacques (début 1863). […] Jacques choisit de résider au sud du fleuve Gambie, en Casamance. Par ses soins, une station missionnaire pourvue d’une école commence à fonctionner à Sédhiou. Son travail de prospection débute le long de la côte vers le Nord du pays suivant le fleuve Sénégal : le Cayor puis la vallée du Sénégal jusqu’à Bakel et Médine. Sur les conseils de Faidherbe, qui craint la rivalité avec la Mission Catholique, il visite la Casamance et obtient en 1864 une concession à Sédhiou où il construit une vaste case en briques et bambous et creuse des puits, ce qui permet l'installation des premiers missionnaires à Sédhiou en Casamance : Andrault en 1865 et, après le départ de Louis Jacques, Jules Lauga en février 1866 (il meurt le 1er août) et le ménage Étienne Guindet en avril 1867. Dès 1867, trois Sénégalais dont une femme, Salimata Ndiaye, tous élèves d’Andrault, sont envoyés en France, à l'École normale protestante de Courbevoie pour les hommes (Raïmbo et Emmanuel Stéphane) et à la pension Liénard à Annonay pour la femme.
La fièvre jaune, cependant, a raison des missionnaires de Sédhiou (Guindet en meurt en octobre); en 1870, sur proposition d’Andrault, le centre de la Mission, sur autorisation du gouverneur Renaud de Genouilly, est déplacé à Saint-Louis-du-Sénégal qui jouit d'un climat plus propice. Cette même année voit l’arrivée du missionnaire français François Villégier, qui accompagne Andrault à Saint–Louis.
Sous l’action de Villégier, l'année 1873 voit le baptême du premier Sénégalais, Mademba Casalis Guèye, la traduction de l'Évangile selon Matthieu en wolof, l'évangélisation du quartier Sor et des villages environnants puis la construction d'une école qui accueille une cinquantaine d'élèves. L'Évangile selon Marc, l'Épître aux Romains et quarante-deux cantiques sont à leur tour traduits en wolof en 1875, toujours sous l’action de Villégier, assisté depuis 1872 par Walter Taylor un Yoruba sierra-léonais originaire d’Abeokuta et de bonne instruction (École de Fourah Bay). En 1876, des trois Sénégalais envoyés en France à Courbevoie, seule la femme, Salimata N’Diaye, revient vivante et brevetée pour servir en tant que monitrice à l'école des filles de Saint-Louis.

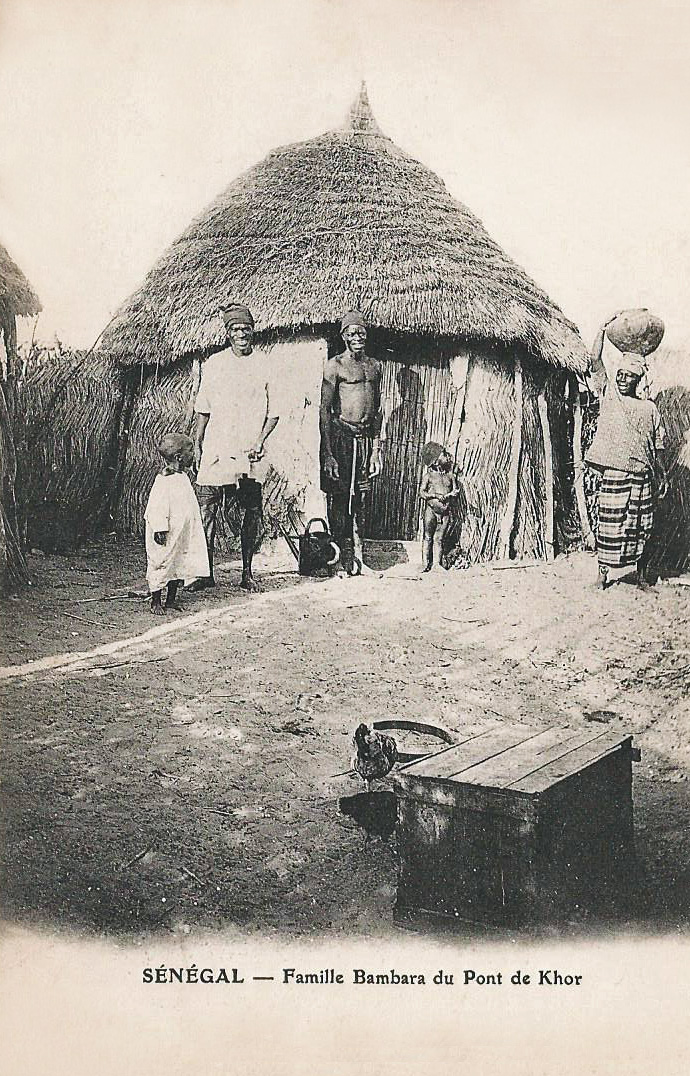
Famille bambara au Pont de Khor.

Après Villégier, qui démissionne en 1877 à la suite de malentendus, Taylor, qui a étudié à Paris en 1878, est consacré pasteur le 4 juillet 1878 à Paris et naturalisé français. Il revient au Sénégal en septembre 1878 et devient ainsi le seul missionnaire protestant français au Sénégal. Installé à Saint-Louis, il se retrouve seul à la tête de la Mission avec la monitrice et le baptisé de 1873, devenu moniteur également. En 1879 Taylor fonde un asile pour accueillir les fugitifs bambaras qui fuient l’oppression de leurs maîtres esclavagistes, des musulmans peuls. Il fonda ainsi le premier village de libérés en territoire français bien avant ceux de Gallieni au Soudan et de la Mission catholique parmi les Bambaras. Taylor obtient une concession à Pont–Khor, près de Saint–Louis, et y organise la colonie agricole de Bethesda, où les libérés peuvent trouver un moyen de subsistance. Taylor écrit dans un rapport en 1880 : « Depuis que nous avons commencé à leur donner asile, nous avons pu en amener un certain nombre à la connaissance de Jésus–Christ. La plupart des membres communiants de notre Église se composent de ces libérés. »  En 1881, le jeune couple suisse Golaz, plein de zèle, est envoyé pour assister Taylor, mais la fièvre jaune les emporte six mois plus tard avec leur bébé. En 1883, le pionnier du Sénégal, Louis Jacques, offre ses services à la Mission de Paris. […] Taylor (les) conduit à Kerbala, sur le fleuve Sénégal, à 160 km de Saint–Louis, une ville où vivent de nombreux Bambaras qu’il avait lui–même affranchis précédemment. Louis Jacques et sa seconde épouse sont bien accueillis, mais après la mort de celle–ci, et ne parvenant pas à maîtriser la langue locale, son travail s’en trouve affecté et il doit rentrer en France en 1887.    
Cette nouvelle orientation donnée à l’œuvre d’évangélisation par Taylor comporte en elle–même, par ses caractéristiques et ses pratiques, la source principale de son échec : œuvre d’étrangers, de fugitifs esclaves, elle n’est pas enracinée dans la population locale et du jour où les esclaves cessent d’arriver, elle cesse de conquérir. Mais à l'époque de Taylor, la mission était dirigée vers ces populations–là. Il se retire en 1884, et visite en 1888 des paroisses protestantes en France. Ses conférences furent à l’origine de plusieurs vocations missionnaires. 
En 1884, après le départ de Taylor, arrive un missionnaire français, Benjamin Escande (1864-1897), qui a pour projet de faire reconnaître le poste pastoral de Saint-Louis dans le cadre du concordat et de charger un évangéliste indigène de travailler parmi les Wolofs, les Sierra-Léonais et les Bambaras de Saint-Louis. Escande devient alors le véritable missionnaire du Sénégal, prêchant en wolof et s'intéressant notamment aux questions de discipline ecclésiastique. Parmi les missionnaires temporaires, on peut citer Moreau, arrivé en 1897 et rejoint par Albert Dancourt. La Mission continue ensuite grâce au long séjour des frères Albert et André Dancourt, mais elle se cantonne parmi les Bambaras et constitue davantage une paroisse. Un jeune instituteur bambara, Samuel Vauvert, les seconde.
En 1902, la ville de Dakar, dans la presqu'île du Cap-Vert, devient la capitale de l’Afrique occidentale française (AOF) et le nouveau centre de l’administration coloniale. En 1905, les Bambaras de Pont-Khor, toujours à Saint-Louis, construisent eux-mêmes leur chapelle, l’actuel temple de Khor. Un recueil de cantiques est imprimé en bambara sous la houlette de Samuel Vauvert. En mars 1907, un lieu de culte français est ouvert à Dakar dans le quartier administratif du Plateau. Le 1er mai 1913, le temple de Dakar est inauguré, mais cet événement ne va pas seulement institutionnaliser l’Église protestante au Sénégal: il  sonne aussi le glas de la Mission au Sénégal car l’œuvre missionnaire, pour ainsi dire, se sédentarise à Dakar. Il faudra attendre 1936 pour qu’une autre mission, britannique celle-là, la Worldwide Evangelization Crusade (WEC) s’investisse au Sénégal. Aucune autre mission ne le fit avant la fin de la Seconde Guerre mondiale.  
De 1924 à 1960, la Mission du Sénégal vivote sans dynamisme, étouffée par les effets conjugués de la colonisation et de l'origine étrangère de la grande majorité de ses membres.

### Période post-coloniale
De 1960 à 1974, l'on ne note pas de grands changements, bien que l'on enregistre de plus en plus la présence de fidèles africains. Les non-Sénégalais sont légion et la Mission est alors dénommée Église Protestante du Sénégal et des disséminés (Avec les pasteurs Boulet, Andriamanapi, Girardet et autres…).
En 1972, l'Église protestante du Sénégal (EPS) est fondée. Le 5 décembre 1982 voit la consécration du premier pasteur sénégalais en la personne de Samuel Vauvert Dansokho dont la famille, originaire de Saint–Louis, est issue de la communauté bambara. Au vu de la grande tâche qui l’attend, il sollicite l’assistance d’un couple d’amis pasteurs togolais, Franck et Maryse Adubra, de l’Église évangélique presbytérienne du Togo (EEPT).
Cependant, l’Église protestante du Sénégal connaît une crise majeure en son sein, qui conduit à la fermeture du temple du Plateau par l’autorité administrative en 1996; il s’ensuit une désorganisation du culte et des activités paroissiales dans les deux grands centres que sont Dakar et Saint-Louis. Certains fidèles s’organisent pour célébrer en privé mais il était évident que la communauté courait le risque de la dislocation. Cela dura quatre longues années. En 2003 la Communauté d'Églises en mission (CEVAA) envoie à Dakar un pasteur ivoirien, le révérend Jonas Adou, avec pour mission de redynamiser l’Église protestante du Sénégal (EPS). 
En 2004, le Pasteur Adou entreprend la restructuration et la remise à flot de l’EPS. Grâce à son action les trois paroisses se reconstituent au Plateau, à Dieuppeul, puis à Saint-Louis. Dans la foulée, le pasteur Adou crée une formation locale et ouvre une classe des anciens et des diacres qui débouche sur la création d'un collège des anciens et des prédicateurs de plein droit, puis de diacres, tous formés par lui pour accomplir les tâches qui leur sont dévolues. Les Départements de la Formation puis de l’Édification/Évangélisation deviennent alors fonctionnels.
Les groupes constitués voient aussi le jour sous sa supervision et la jeunesse, surtout, s’engage à fond dans les chorales et autres groupes de louange. 
Le catéchisme pour les adolescents reprend ses activités, encadré et suivi par le Pasteur.            
Un Groupe des jeunes est mis sur pied ainsi que des rencontres internationales, sous l'égide de la CEVAA ou de la CETA. Sont également crés le Groupe des femmes ainsi que celui des hommes. L’un des principaux points de la redynamisation concerne l’appel à candidature pour la formation au saint ministère, réservé aux candidats sénégalais. Deux ont déjà été formés au Cameroun et un autre achève sa formation en 2011 au Bénin; un dernier commence en octobre 2010 sa formation au Bénin.   
Il y a aussi, bien sûr, le volet "projets", avec la partie infrastructures qui traîne encore à cause des grosses sommes à investir, mais les terrains sont acquis. Un quatrième centre d’évangélisation, ouvert au sud du pays et accompagné d’un projet générateur de revenus (PGR), débouche sur la naissance d’une jeune communauté très dynamique dont plusieurs membres offrent des terres à l’EPS pour son projet missionnaire dans cette région.
En ce qui concerne les instances, l’Église attend de pouvoir instaurer un régime synodal presbytérien à partir de 2012. Toutefois, en novembre 2011, les statuts de ce régime sont adoptés lors du Synode inaugural et entrent en vigueur dès le dernier trimestre de 2011, après la Consécration de deux derniers pasteurs formés. L’EPS à cette date compte quatre pasteurs; le premier, Samuel V. Dansokho, émigre aux États–Unis à la suite des querelles de 1996. Ceux qui deviendront les presbytres sont présentés aux communautés des paroisses respectives en mai 2010. Le pays est divisé en plusieurs régions ecclésiastiques dans les statuts.
En 2015, elle avait 3 églises (et la communauté de Badiat en Casamance) et 1,000 membres. 
À Dieuppeul se trouve aussi le Centre Liberté pour les œuvres sociales; la construction du bâtiment a été réalisée grâce au soutien financier de l’organisme allemand EZE. Deux écoles, abritant maternelle et cours primaire, existent au Plateau et à Dieuppeul, qui abrite en plus un centre de formation en froid industriel. 
Le 25 avril 2010 a vu la consécration du deuxième pasteur sénégalais, Philippe Jean-Baptiste Mendy, licencié en théologie de l’université protestante de l’Afrique centrale (UPAC) de Yaoundé, au Cameroun. Les deux autres étudiants pasteurs ont été consacrés en 2011 après leur formation, respectivement à Yaoundé et à l’université protestante de l'Afrique de l’Ouest (UPAO) à Porto-Novo au Bénin, pour la licence en théologie, Emmanuel Kassou et André Ouattara (Defap). En octobre 2010, Emmanuel Dzah, autre candidat au saint ministère, est envoyé à Porto–Novo pour la même formation, toujours dans le même esprit de redynamisation sur fond d’enracinement et d’ouverture, avec le soutien de la CEVAA.

## Sources
- Jacques Blandenier, « L’Essor des Missions protestantes », in Précis d’histoire des Missions vol. 2 : Du XIXe siècle au milieu du XXe siècle, éd. Institut biblique de Nogent/Ed. Emmaüs (« collection Mission »), Suisse.
- Marcel Debard, Le protestantisme français au Sénégal, vers 1942, s. l., 8 p.
- Latyr Diouf, Le protestantisme réformé au Sénégal : les différents projets missionnaires mis en oeuvre de 1863 à 2014, Institut protestant de théologie, Montpellier, 2015, 73 p. (mémoire Master recherche)
- Jean Faure, Histoire des missions et églises protestantes en Afrique occidentale des origines à 1884, texte préparé pour l’édition par Pierre Cadier, éditions Clé, Yaoundé, 1978.
- Céline Labrune-Badiane, « La Société des Missions Evangéliques de Paris en Casamance (Sénégal) 1863/1867 : Sédhiou, un laboratoire expérimental du protestantisme dans une colonie française », Histoires et Missions chrétiennes N°5, Karthala, 2008, p. 125-153.